# Termolábil
Termolábil refere-se a uma substância que está sujeita a destruição, decomposição ou mudança em resposta ao calor. Este termo é freqüentemente usado para descrever substâncias bioquímicas.
Por exemplo, muitas exotoxinas bacterianas são termolábeis e podem ser facilmente inativadas pela aplicação de calor moderado. As enzimas também são termolábeis e perdem sua atividade quando a temperatura aumenta. A perda de atividade em tais toxinas e enzimas é provavelmente devido à mudança na estrutura tridimensional da proteína da toxina durante a exposição ao calor. Em compostos farmacêuticos, o calor gerado durante a moagem pode levar à degradação de compostos termolábeis.
Isso é particularmente útil para testar a função do gene. Isso é feito através da criação intencional de mutantes que são termolábeis. O crescimento abaixo da temperatura permissiva permite a função normal da proteína, enquanto o aumento da temperatura acima da temperatura permissiva diminui a atividade, provavelmente por desnaturação da proteína.